# Natalia Kołnierzak
Natalia Kołnierzak (ur. 27 września 1994 w Otwocku) – polska zawodniczka sumo, reprezentantka Polski juniorek, mistrzyni świata juniorek w kategorii 55 kg z 2010 roku, wicemistrzyni świata w kategorii 60 kg.
Debiutowała w wieku 16 lat zdobywając pierwsze miejsce w Pucharze Polski juniorek w kategorii 60 kg. Na Mistrzostwach Świata w 2010 roku w Warszawie zdobyła złoty medal startując w grupie juniorek w kategorii 55 kg. W czasie Mistrzostw Świata w 2012 roku w Hongkongu zdobyła srebrny medal w kategorii 60 kg.

## Osiągnięcia
| Rok  | Zawody                                 | Miejsce           | Kategoria            | Lokata |                      |
| ---- | -------------------------------------- | ----------------- | -------------------- | ------ | -------------------- |
| 2010 | Puchar Polski                          | Krotoszyn         | juniorki (60 kg)     | 1      | [ 4 ]                |
| 2010 | Mistrzostwa Polski juniorów i juniorek | Strzelce Opolskie | juniorki (60 kg)     | 2      | [ 5 ]                |
| 2010 | Puchar Polski seniorów i młodzieżowców | Strzelce Opolskie | młodzieżowcy (60 kg) | 3      | [ 6 ]                |
| 2010 | Puchar Polski seniorów i młodzieżowców | Strzelce Opolskie | seniorki (65 kg)     | 6      | [ 6 ]                |
| 2010 | Mistrzostwa Europy juniorów            | Kijów             | juniorki (60 kg)     | 3      | [ 7 ]                |
| 2010 | Mistrzostwa Europy juniorów            | Kijów             | drużynowo            | 2      | [ 7 ]                |
| 2010 | Mistrzostwa Polski                     | Krotoszyn         | kobiety (65 kg)      | 3      | [ 7 ]                |
| 2010 | Młodzieżowe Mistrzostwa Polski         | Krotoszyn         | młodzieżowcy (60 kg) | 2      | [ 5 ]                |
| 2010 | Młodzieżowe Mistrzostwa Europy         | Warna             | młodzieżowcy (60 kg) | 3      | [ 8 ] [ 9 ]          |
| 2010 | Poland Open 2010                       | Kobylin           | kobiety (65 kg)      | 3      | [ 10 ]               |
| 2010 | Mistrzostwa Świata                     | Warszawa          | juniorki (55 kg)     | 1      | [ 2 ] [ 11 ] [ 12 ]  |
| 2011 | Puchar Polski                          | Krotoszyn         | juniorki (60 kg)     | 1      | [ 13 ] [ 14 ] [ 15 ] |
| 2011 | Puchar Polski                          | Krotoszyn         | seniorki (65 kg)     | 2      | [ 13 ] [ 16 ] [ 15 ] |
| 2011 | Puchar Polski                          | Strzelce Opolskie | juniorki (60 kg)     | 1      | [ 17 ]               |
| 2011 | Puchar Polski                          | Strzelce Opolskie | juniorki (65 kg)     | 2      | [ 17 ]               |
| 2011 | Mistrzostwa Polski                     | Warszawa          | juniorki (60 kg)     | 1      | [ 17 ]               |
| 2011 | Młodzieżowe Mistrzostwa Polski         | Krotoszyn         | kobiety (60 kg)      | 1      | [ 18 ]               |
| 2011 | Mistrzostwa Europy                     | Warna             | juniorki (60 kg)     | 2      | [ 18 ] [ 19 ]        |
| 2011 | Mistrzostwa Europy                     | Warna             | młodzieżowcy (60 kg) | 3      | [ 18 ] [ 19 ]        |
| 2011 | Puchar Polski                          | Warszawa          | juniorki (60 kg)     | 1      | [ 20 ]               |
| 2011 | Puchar Polski                          | Warszawa          | młodzieżowcy (60 kg) | 3      | [ 20 ]               |
| 2011 | Puchar Polski                          | Warszawa          | seniorki (72 kg)     | 2      | [ 20 ]               |
| 2012 | Mistrzostwa Europy                     | Łuck              | juniorki (60 kg)     | 2      | [ 21 ]               |
| 2012 | Mistrzostwa Europy                     | Łuck              | młodzieżowcy (60 kg) | 1      | [ 21 ]               |
| 2012 | Mistrzostwa Świata                     | Hongkong          | juniorki (60 kg)     | 2      | [ 3 ]                |